# 菱叶西番莲
菱叶西番莲（学名：Passiflora rhombiformis）为西番莲科西番莲属下的一个种。

## 扩展阅读
- 維基物種上的相關：菱叶西番莲